# Llista de topònims de Santa Cecília de Voltregà
Llista de topònims (noms propis de lloc) del municipi de Santa Cecília de Voltregà, a Osona
Informació actualitzada per un bot. Els canvis manuals es perdran quan s'actualitzi!

## església
| imatge | Nom                                   | Ubicat a                       | instància de    | Detalls                      | coordenades                                                                                     | Protecció                                  | Commons (més fotos)                   | Dades a WD                    |
| ------ | ------------------------------------- | ------------------------------ | --------------- | ---------------------------- | ----------------------------------------------------------------------------------------------- | ------------------------------------------ | ------------------------------------- | ----------------------------- |
|        | Santa Perpètua                        | Santa Cecília de Voltregà Gurb | església ermita | Estil: arquitectura romànica | 41° 59′ 51″ N, 2° 11′ 44″ E / 41.9975898°N,2.19563°E ca:Parròquia de Sant Cristòfol de Vespella | bé integrant del patrimoni cultural català |                                       | Modifica les dades a Wikidata |
|        | església de Santa Cecília de Voltregà | Santa Cecília de Voltregà      | església        | Estil: barroc                | 41° 59′ 34″ N, 2° 13′ 20″ E / 41.992898°N,2.222262°E                                            | bé integrant del patrimoni cultural català | Església de Santa Cecília de Voltregà | Modifica les dades a Wikidata |

## granja
| imatge | Nom                 | Ubicat a                  | instància de | Detalls | coordenades                                                         | Protecció | Commons (més fotos) | Dades a WD                    |
| ------ | ------------------- | ------------------------- | ------------ | ------- | ------------------------------------------------------------------- | --------- | ------------------- | ----------------------------- |
|        | Granges d'Angelats  | Santa Cecília de Voltregà | granja       |         | 42° 00′ 14″ N, 2° 11′ 50″ E / 42.0038744363497°N,2.19731090712278°E |           |                     | Modifica les dades a Wikidata |
|        | Granges de Puigví   | Santa Cecília de Voltregà | granja       |         | 42° 00′ 05″ N, 2° 12′ 31″ E / 42.001332804465°N,2.20872943942304°E  |           |                     | Modifica les dades a Wikidata |
|        | Granges de Salaverd | Santa Cecília de Voltregà | granja       |         | 41° 59′ 41″ N, 2° 13′ 35″ E / 41.9948159809365°N,2.22648595698834°E |           |                     | Modifica les dades a Wikidata |

## masia
| imatge | Nom                       | Ubicat a                  | instància de | Detalls                                  | coordenades                                                                              | Protecció                                  | Commons (més fotos)                            | Dades a WD                    |
| ------ | ------------------------- | ------------------------- | ------------ | ---------------------------------------- | ---------------------------------------------------------------------------------------- | ------------------------------------------ | ---------------------------------------------- | ----------------------------- |
|        | Angelats                  | Santa Cecília de Voltregà | masia        |                                          | 42° 00′ 12″ N, 2° 11′ 57″ E / 42.0033464876265°N,2.19909260245175°E                      |                                            |                                                | Modifica les dades a Wikidata |
|        | Can Barrina               | Santa Cecília de Voltregà | masia        |                                          | 42° 00′ 09″ N, 2° 13′ 19″ E / 42.0025937735383°N,2.22191189402838°E                      |                                            |                                                | Modifica les dades a Wikidata |
|        | Can Genís                 | Santa Cecília de Voltregà | masia        |                                          | 41° 59′ 44″ N, 2° 13′ 15″ E / 41.9954260261764°N,2.22080391090583°E                      |                                            |                                                | Modifica les dades a Wikidata |
|        | Can Gil                   | Santa Cecília de Voltregà | masia        |                                          | 42° 00′ 50″ N, 2° 11′ 35″ E / 42.0139672792561°N,2.19295697311381°E                      |                                            |                                                | Modifica les dades a Wikidata |
|        | Can Guàrdia               | Santa Cecília de Voltregà | masia        |                                          | 41° 59′ 54″ N, 2° 13′ 17″ E / 41.9982396982816°N,2.22133707681651°E                      |                                            |                                                | Modifica les dades a Wikidata |
|        | Can Llebre                | Santa Cecília de Voltregà | masia        |                                          | 41° 59′ 49″ N, 2° 13′ 12″ E / 41.996996226066°N,2.21992749942143°E                       |                                            |                                                | Modifica les dades a Wikidata |
|        | Can Peirot de Baix        | Santa Cecília de Voltregà | masia        |                                          | 41° 59′ 31″ N, 2° 13′ 24″ E / 41.991931416709°N,2.22345432149173°E 508 msnm              |                                            | Can Peirot de Baix (Santa Cecília de Voltregà) | Modifica les dades a Wikidata |
|        | Can Peirot de Dalt        | Santa Cecília de Voltregà | masia        |                                          | 41° 59′ 52″ N, 2° 13′ 14″ E / 41.9978111799207°N,2.22056955266448°E                      |                                            |                                                | Modifica les dades a Wikidata |
|        | Can Ponç                  | Santa Cecília de Voltregà | masia        |                                          | 41° 59′ 35″ N, 2° 13′ 15″ E / 41.993174155903°N,2.22077101211128°E                       |                                            |                                                | Modifica les dades a Wikidata |
|        | Can Tanyà                 | Santa Cecília de Voltregà | masia        |                                          | 41° 59′ 42″ N, 2° 13′ 18″ E / 41.9949812218388°N,2.22161827181074°E                      |                                            |                                                | Modifica les dades a Wikidata |
|        | Can Vileta                | Santa Cecília de Voltregà | masia        |                                          | 42° 00′ 26″ N, 2° 12′ 57″ E / 42.0072809927805°N,2.21585301398405°E                      |                                            |                                                | Modifica les dades a Wikidata |
|        | Can Xavier                | Santa Cecília de Voltregà | masia        |                                          | 41° 59′ 46″ N, 2° 13′ 12″ E / 41.9961679352124°N,2.21997383665268°E                      |                                            |                                                | Modifica les dades a Wikidata |
|        | Maials                    | Santa Cecília de Voltregà | masia        | Estil: arquitectura popular              | 41° 59′ 42″ N, 2° 13′ 03″ E / 41.995012°N,2.217507°E                                     | bé integrant del patrimoni cultural català |                                                | Modifica les dades a Wikidata |
|        | Malgovern                 | Santa Cecília de Voltregà | masia        |                                          | 41° 59′ 46″ N, 2° 12′ 36″ E / 41.9959740725396°N,2.21006357889675°E                      |                                            |                                                | Modifica les dades a Wikidata |
|        | Mas Gallissans            | Santa Cecília de Voltregà | masia        | Estil: arquitectura popular 17th century | 42° 00′ 06″ N, 2° 12′ 38″ E / 42.001606°N,2.210513°E ca:Ctra. BV-4602, km 3,5 568 msnm   | bé integrant del patrimoni cultural català |                                                | Modifica les dades a Wikidata |
|        | Mas Riquer                | Santa Cecília de Voltregà | masia        |                                          | 41° 59′ 35″ N, 2° 13′ 07″ E / 41.9930702298842°N,2.21873189284472°E                      |                                            |                                                | Modifica les dades a Wikidata |
|        | Masoveria de Serramitjana | Santa Cecília de Voltregà | masia        | Estil: arquitectura popular              |                                                                                          | bé cultural d'interès local                |                                                | Modifica les dades a Wikidata |
|        | Puigpelat                 | Santa Cecília de Voltregà | masia        |                                          | 42° 00′ 32″ N, 2° 11′ 58″ E / 42.0088150157959°N,2.19931383757549°E                      |                                            |                                                | Modifica les dades a Wikidata |
|        | Puigví                    | Santa Cecília de Voltregà | masia        | Estil: arquitectura popular              | 42° 00′ 09″ N, 2° 12′ 14″ E / 42.002403°N,2.203895°E                                     | bé integrant del patrimoni cultural català |                                                | Modifica les dades a Wikidata |
|        | Pujolís                   | Santa Cecília de Voltregà | masia        |                                          | 42° 00′ 24″ N, 2° 11′ 47″ E / 42.0067949760036°N,2.19636850182724°E                      |                                            |                                                | Modifica les dades a Wikidata |
|        | Queralt                   | Santa Cecília de Voltregà | masia        |                                          | 42° 00′ 24″ N, 2° 12′ 02″ E / 42.0066352810641°N,2.20058498479229°E                      |                                            |                                                | Modifica les dades a Wikidata |
|        | Salavert                  | Santa Cecília de Voltregà | masia        | Estil: arquitectura popular              | 41° 59′ 32″ N, 2° 12′ 54″ E / 41.992326°N,2.214929°E                                     | bé integrant del patrimoni cultural català |                                                | Modifica les dades a Wikidata |
|        | Sargantanes               | Santa Cecília de Voltregà | masia        |                                          | 41° 59′ 04″ N, 2° 13′ 30″ E / 41.9844483314161°N,2.22499386470721°E                      |                                            |                                                | Modifica les dades a Wikidata |
|        | Serramitja                | Santa Cecília de Voltregà | masia        | Estil: arquitectura popular 14th century | 41° 59′ 32″ N, 2° 12′ 16″ E / 41.992154°N,2.204397°E ca:A l'oest del nucli urbà 609 msnm | bé cultural d'interès local                | Serramitja (Santa Cecília de Voltregà)         | Modifica les dades a Wikidata |
|        | Terrers                   | Santa Cecília de Voltregà | masia        |                                          | 41° 59′ 51″ N, 2° 12′ 28″ E / 41.9973731764174°N,2.20789708493698°E                      |                                            |                                                | Modifica les dades a Wikidata |
|        | Teuleria de Puigví        | Santa Cecília de Voltregà | masia        |                                          | 42° 00′ 06″ N, 2° 12′ 17″ E / 42.0017285421607°N,2.20473980972851°E                      |                                            |                                                | Modifica les dades a Wikidata |
|        | el Cabot                  | Santa Cecília de Voltregà | masia        |                                          | 42° 00′ 08″ N, 2° 12′ 57″ E / 42.0021111599887°N,2.21584404687747°E                      |                                            |                                                | Modifica les dades a Wikidata |
|        | el Camps                  | Santa Cecília de Voltregà | masia        |                                          | 41° 59′ 43″ N, 2° 12′ 03″ E / 41.995329°N,2.200724°E 582 msnm                            |                                            |                                                | Modifica les dades a Wikidata |
|        | el Clos                   | Santa Cecília de Voltregà | masia        | Estil: arquitectura popular              | 42° 00′ 38″ N, 2° 12′ 48″ E / 42.0105070552098°N,2.21347053238232°E                      | bé cultural d'interès local                |                                                | Modifica les dades a Wikidata |
|        | el Forat                  | Santa Cecília de Voltregà | masia        |                                          | 41° 59′ 47″ N, 2° 11′ 59″ E / 41.9964151476572°N,2.19962625439416°E                      |                                            |                                                | Modifica les dades a Wikidata |
|        | el Guiu                   | Santa Cecília de Voltregà | masia        | Estil: arquitectura popular              | 41° 59′ 24″ N, 2° 12′ 55″ E / 41.98995°N,2.21534°E                                       | bé integrant del patrimoni cultural català |                                                | Modifica les dades a Wikidata |
|        | el Prat Gros              | Santa Cecília de Voltregà | masia        | Estil: arquitectura popular              | 41° 59′ 07″ N, 2° 13′ 51″ E / 41.9853347435576°N,2.23091038548264°E                      | bé cultural d'interès local                |                                                | Modifica les dades a Wikidata |
|        | el Prat Xic               | Santa Cecília de Voltregà | masia        |                                          | 41° 59′ 20″ N, 2° 13′ 57″ E / 41.9889294241767°N,2.23241239826408°E                      |                                            |                                                | Modifica les dades a Wikidata |
|        | el Verdaguer              | Santa Cecília de Voltregà | masia        | Estil: arquitectura popular              | 41° 58′ 55″ N, 2° 13′ 52″ E / 41.981851°N,2.231225°E                                     | bé cultural d'interès local                |                                                | Modifica les dades a Wikidata |
|        | els Glevons               | Santa Cecília de Voltregà | masia        |                                          | 41° 59′ 24″ N, 2° 13′ 04″ E / 41.9900827196839°N,2.21780260855268°E                      |                                            |                                                | Modifica les dades a Wikidata |
|        | la Casa Nova del Clos     | Santa Cecília de Voltregà | masia        |                                          | 42° 00′ 20″ N, 2° 12′ 37″ E / 42.005590138255°N,2.2103352444831°E                        |                                            |                                                | Modifica les dades a Wikidata |
|        | la Casa Nova del Racó     | Santa Cecília de Voltregà | masia        |                                          | 42° 00′ 41″ N, 2° 12′ 40″ E / 42.0112744829669°N,2.21111819086051°E                      |                                            |                                                | Modifica les dades a Wikidata |
|        | la Fàbrica                | Santa Cecília de Voltregà | masia        |                                          | 41° 59′ 13″ N, 2° 13′ 48″ E / 41.987012287329°N,2.22991234932508°E                       |                                            |                                                | Modifica les dades a Wikidata |
|        | la Roca Xica              | Santa Cecília de Voltregà | masia        |                                          | 42° 00′ 21″ N, 2° 13′ 09″ E / 42.0058537745135°N,2.21920343769441°E                      |                                            |                                                | Modifica les dades a Wikidata |
|        | la Serra del Clos         | Santa Cecília de Voltregà | masia        |                                          | 42° 00′ 27″ N, 2° 12′ 53″ E / 42.007498295785°N,2.21470312311717°E                       |                                            |                                                | Modifica les dades a Wikidata |
|        | la Terrada                | Santa Cecília de Voltregà | masia        |                                          | 42° 00′ 17″ N, 2° 12′ 20″ E / 42.0047877768575°N,2.20560737388894°E                      |                                            |                                                | Modifica les dades a Wikidata |
|        | les Alzines               | Santa Cecília de Voltregà | masia        |                                          | 42° 00′ 14″ N, 2° 12′ 35″ E / 42.0037976278324°N,2.20960454716316°E                      |                                            |                                                | Modifica les dades a Wikidata |
|        | les Codines               | Santa Cecília de Voltregà | masia        | Estil: arquitectura popular              | 41° 59′ 56″ N, 2° 13′ 28″ E / 41.998902°N,2.224489°E                                     | bé integrant del patrimoni cultural català |                                                | Modifica les dades a Wikidata |

## molí d'aigua
| imatge | Nom              | Ubicat a                  | instància de | Detalls                     | coordenades                                          | Protecció                                  | Commons (més fotos) | Dades a WD                    |
| ------ | ---------------- | ------------------------- | ------------ | --------------------------- | ---------------------------------------------------- | ------------------------------------------ | ------------------- | ----------------------------- |
|        | Molí del Guiu    | Santa Cecília de Voltregà | molí d'aigua | Estil: arquitectura popular | 41° 59′ 32″ N, 2° 13′ 05″ E / 41.992161°N,2.218111°E | bé integrant del patrimoni cultural català |                     | Modifica les dades a Wikidata |
|        | Molí del Prat    | Santa Cecília de Voltregà | molí d'aigua | Estil: arquitectura popular | 41° 59′ 21″ N, 2° 13′ 40″ E / 41.989196°N,2.227854°E | bé integrant del patrimoni cultural català |                     | Modifica les dades a Wikidata |
|        | Molí dels Frares | Santa Cecília de Voltregà | molí d'aigua | Estil: arquitectura popular |                                                      | bé integrant del patrimoni cultural català |                     | Modifica les dades a Wikidata |

## pont
| imatge | Nom                   | Ubicat a                  | instància de | Detalls                     | coordenades                                                         | Protecció                                  | Commons (més fotos) | Dades a WD                    |
| ------ | --------------------- | ------------------------- | ------------ | --------------------------- | ------------------------------------------------------------------- | ------------------------------------------ | ------------------- | ----------------------------- |
|        | Pont de Santa Cecília | Santa Cecília de Voltregà | pont         |                             | 41° 59′ 28″ N, 2° 13′ 29″ E / 41.9910210612598°N,2.22468475090186°E |                                            |                     | Modifica les dades a Wikidata |
|        | Pont del Sorreig      | Santa Cecília de Voltregà | pont         | Estil: arquitectura popular |                                                                     | bé integrant del patrimoni cultural català |                     | Modifica les dades a Wikidata |

## serra
| imatge | Nom               | Ubicat a                            | instància de | Detalls | coordenades                                          | Protecció | Commons (més fotos) | Dades a WD                    |
| ------ | ----------------- | ----------------------------------- | ------------ | ------- | ---------------------------------------------------- | --------- | ------------------- | ----------------------------- |
|        | Serra Roja        | Santa Cecília de Voltregà           | serra        |         | 41° 59′ 39″ N, 2° 12′ 14″ E / 41.9941°N,2.20381°E    |           |                     | Modifica les dades a Wikidata |
|        | Serrat dels Morts | Santa Cecília de Voltregà           | serra        |         | 41° 59′ 12″ N, 2° 12′ 41″ E / 41.9866°N,2.21147°E    |           |                     | Modifica les dades a Wikidata |
|        | serrat de Can Gil | Santa Cecília de Voltregà Sobremunt | serra        |         | 42° 00′ 59″ N, 2° 11′ 32″ E / 42.016417°N,2.192331°E |           |                     | Modifica les dades a Wikidata |

## Misc
| imatge | Nom                                            | Ubicat a                                                                                                | instància de                                                                   | Detalls        | coordenades                                                                                               | Protecció                   | Commons (més fotos) | Dades a WD                    |
| ------ | ---------------------------------------------- | --- | ------------------------------------------------------------------------------ | -------------- | --- | --------------------------- | ------------------- | ----------------------------- |
|        | Balma dels Lladres                             | Santa Cecília de Voltregà                                                                               | abric rocós                                                                    |                | 42° 00′ 34″ N, 2° 11′ 21″ E / 42.0094555234267°N,2.18919786972933°E                                       |                             |                     | Modifica les dades a Wikidata |
|        | Santa Cecília de Voltregà                      | Santa Cecília de Voltregà                                                                               | entitat singular de població capital municipal ens local històric de Catalunya | 192 hab        | 42° 00′ 00″ N, 2° 14′ 00″ E / 42°N,2.23333°E                                                              |                             |                     | Modifica les dades a Wikidata |
|        | casa consistorial de Santa Cecília de Voltregà | Santa Cecília de Voltregà                                                                               | casa consistorial                                                              |                | 41° 59′ 34″ N, 2° 13′ 21″ E / 41.9928841°N,2.2225093°E                                                    |                             |                     | Modifica les dades a Wikidata |
|        | cementiri de Santa Cecília de Voltregà         | Santa Cecília de Voltregà                                                                               | cementiri                                                                      |                | 41° 59′ 38″ N, 2° 13′ 21″ E / 41.99375°N,2.222465°E                                                       | bé cultural d'interès local |                     | Modifica les dades a Wikidata |
|        | la Tuta                                        | Santa Cecília de Voltregà Sant Bartomeu del Grau                                                        | muntanya                                                                       |                | 42° 00′ 06″ N, 2° 11′ 07″ E / 42.00176°N,2.185241°E 806 msnm                                              |                             |                     | Modifica les dades a Wikidata |
|        | riera de Sorreigs                              | Sant Agustí de Lluçanès Sant Boi de Lluçanès Sobremunt Santa Cecília de Voltregà les Masies de Voltregà | curs d'aigua                                                                   | Desemboca: Ter | 42° 04′ 18″ N, 2° 07′ 26″ E / 42.071592°N,2.123775°E 41° 59′ 40″ N, 2° 14′ 56″ E / 41.994419°N,2.248757°E |                             | Riera de Sorreigs   | Modifica les dades a Wikidata |